# Amtsgericht Fallingbostel
Das Amtsgericht Fallingbostel war ein Gericht der ordentlichen Gerichtsbarkeit in Fallingbostel.
Nach der Revolution von 1848 wurde im Königreich Hannover die Rechtsprechung von der Verwaltung getrennt und die Patrimonialgerichtsbarkeit abgeschafft.
Das Amtsgericht wurde daraufhin mit der Verordnung vom 7. August 1852 die Bildung der Amtsgerichte und unteren Verwaltungsbehörden betreffend als königlich hannoversches Amtsgericht gegründet.
Es umfasste aus dem Amt Fallingbostel die Gemeinden der Vogtei Fallingbostel: Adolphsheide, Bockhorn, Bommelsen, Böstlingen, Düshorn, Ettenbostel, Fallingbostel, Hartem, Krelingen, Kroge, Oberhode, Oberndorfmark, Örbke, Ostenholz, Rierde, Westenholz, Bockel, Dorfmark, Ober- und Unter-Einzingen, Fischendorf, Fuhrhop, Jettebruch, Mengebostel, Riepe, Westendorf, Anbauergemeinde Westendorf, Winkelhausen, Woltem, Gut und Gemeinde Wense.
Das Amtsgericht war dem Obergericht Celle untergeordnet. Das Gericht wurde 1859 aufgelöst und der Gerichtsbezirk dem Amtsgericht Walsrode zugeschlagen.